# نجيب الراوي
محمد نجيب بن الشيخ إبراهيم بن محمد بن الشيخ عبد الله بن أحمد بن عبد القادر بن الشيخ رجب الكبير الراوي هو محام وسياسي عراقي، ولد عام 1901 في راوة (راجع الملاحظات أدناه) وتوفي في 23 آب 1993 في سويسرا، شغل مناصب وزارية مختلفة في العهد الملكي في العراق.

## سيرته
انتقل إلى بغداد مع والده ودرس في المدرسة الرشدية وتخرج منها عام 1911. وفي عام 1917، دخل دار المعلمين في دراسة مدتها 3 أشهر ليعين بعدها معلما. ثم دخل مدرسة الحقوق عام 1920، وتخرج منها عام 1923.
في عام 1934، أسس مع علي جودت الأيوبي والشيخ أحمد الداود الراوي حزب الوحدة الوطنية.
كان عضوا مؤسسا في نقابة المحامين عام 1933 وعضوا في لجنة الانضباط عند تأسيسها، وشغل منصب نقيب المحامين في العراق خلفا لنصرت الفارسي بين عامي 1941 إلى عام 1946 ثم يشغل جميل عبد الوهاب المنصب لفترة قصيرة من عام 1946 لكنه غادر منصب النقيب بعد تعيينه وزيرا للمعارف في وزارة نوري السعيد التاسعة بتاريخ 13 كانون الأول 1946 ويعود نجيب الراوي نقيبا للمحامين حتى عام 1948 حيث شغل المنصب جعفر حمندي.
كما شغل منصب وزير المعارف في وزارة توفيق السويدي الثانية عام 1946، ثم شغل منصب وزير الشؤون الاجتماعية ثم وزير العدل في وزارة محمد الصدر عام 1948، وعاد وزيرا للمعارف حيث بقي في هذا المنصب حتى عام 1950 في وزارات مزاحم الباجه جي ونوري السعيد العاشرة وعلي جودت الأيوبي الثانية.
ومنذ عام 1950، شغل منصب سفير العراق في القاهرة، وبقي في المنصب حتى بعد قيام الجمهورية في مصر. وخلال عمله في السفارة في مصر، كان على تواصل مع أدبائها. كما شغل منصب سفير غير مقيم إلى أثيوبيا.
كان متزوجا من بنت الفريق محمد فاضل باشا الداغستاني.

## كتاباته
- مقالاته في مجلة الهلال

## كتب عنه
- نجيب الراوي ودوره السياسي في العراق حتى نهاية العام 1958م، رسالة ماجستير للطالب عمار مزهر ريسان مقدمة إلى كلية التربية/ابن رشد في جامعة بغداد.[12][13]